# Сова-голконіг руда
Сова́-голконі́г руда (Ninox rufa) — вид совоподібних птахів родини совових (Strigidae). Мешкає в Австралії, на Новій Гвінеї та на сусідніх островах.

## Опис

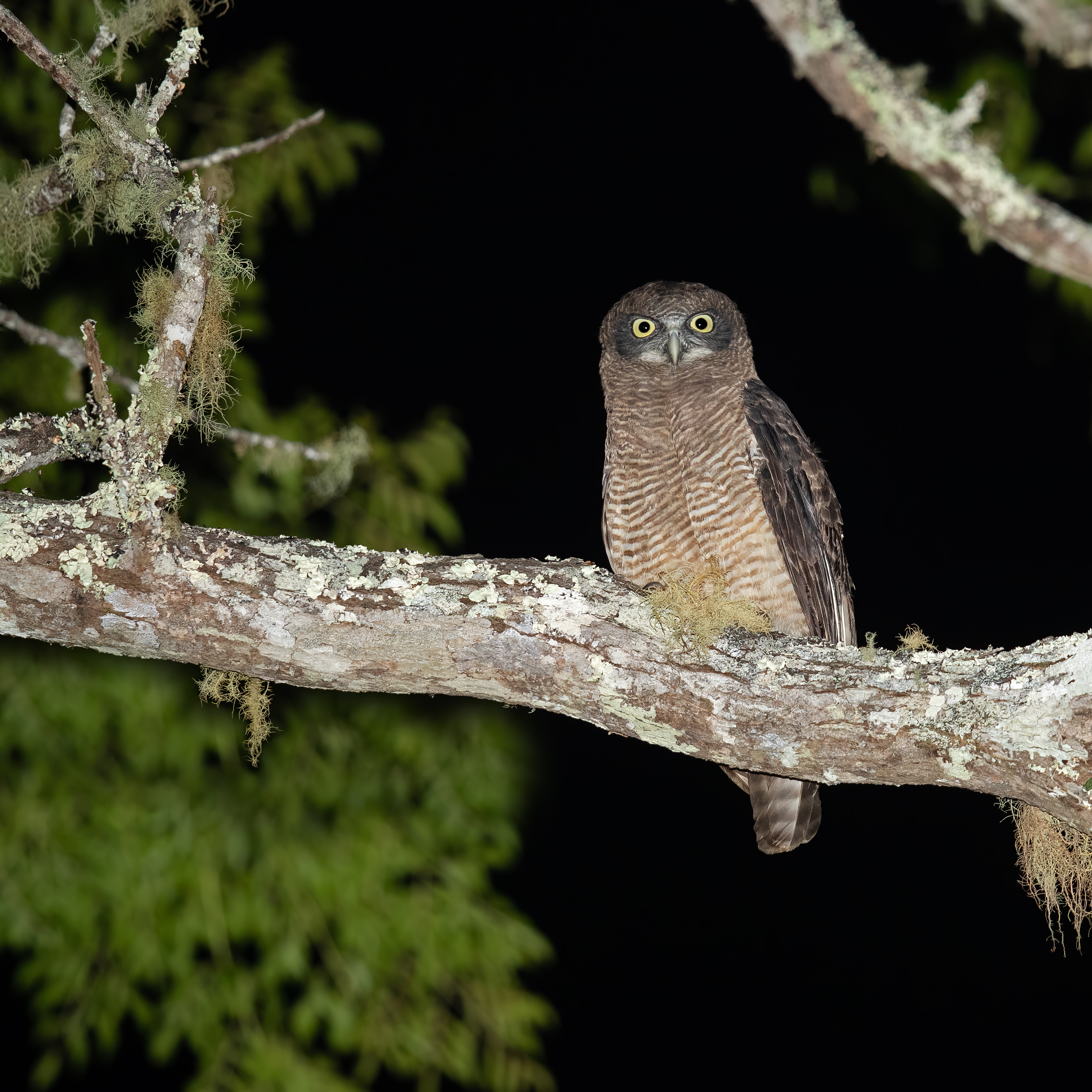
Руда сова-голконіг (Квінсленд)

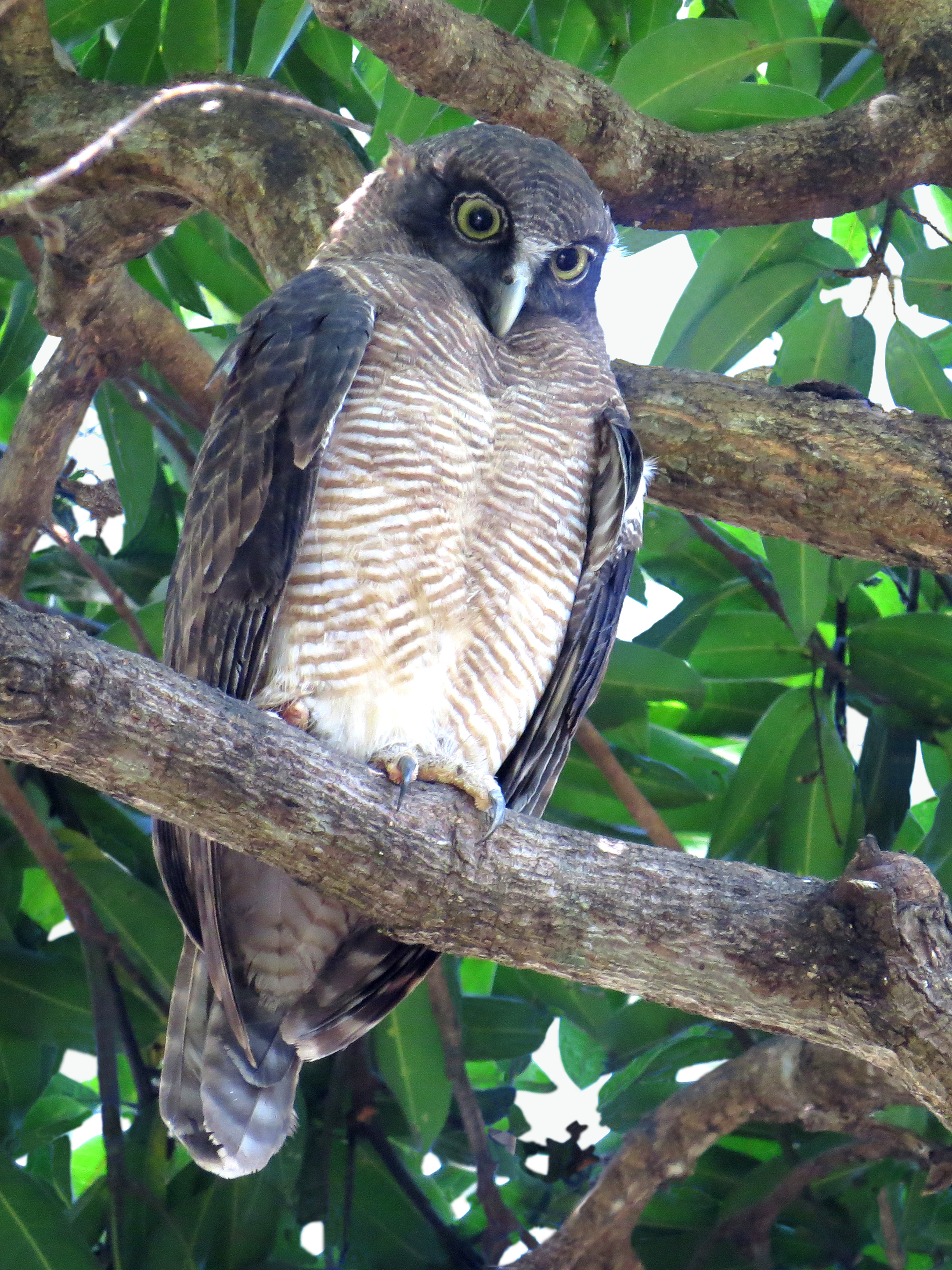
Руда сова-голконіг (Квінсленд)

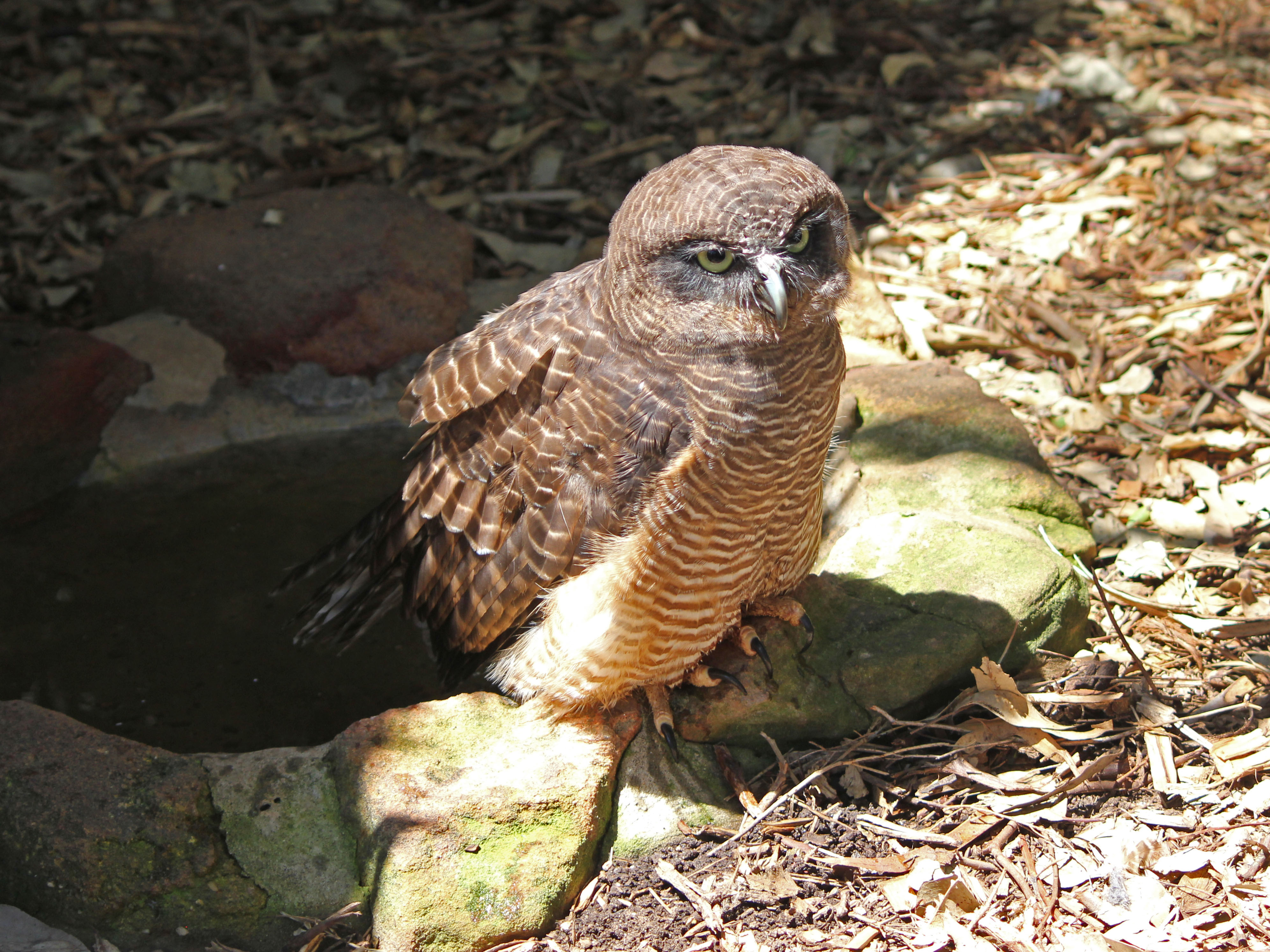
Руда сова-голконіг

Довжина птаха становить 46-57 см, розмах крил 100-120 см, самиці важать 700-1050 г, самці 1050-1300 г. Лоб, шия , спина і верхні покривні пера крил переважно темно-рудувато-коричневі, поцятковані світло-коричневими смугами. Обличчя темно-коричневе, шия, груди й нижня частина тіла руді, поцятковані тонкими кремовими смужками. Нижня сторона крил світло-коричнева, поцяткована широкими кремовими смугами. Очі золотисто-жовті. Дзьоб гачкуватий, світло-сірий, біля основи оточений чорними щетинками. Голова відносно невелика у порівнянні з тілом і хвостом, однак у самців вона більш пласка і широка. ніж у самиць. Пташенята при народженні важать 49-54 г і покриті білим пухом.

## Підвиди
Виділяють чотири підвиди:
- N. r. humeralis (Bonaparte, 1850) — острів Вайгео (архіпелаг Раджа-Ампат), Нова Гвінея і острови Ару;
- N. r. rufa (Gould, 1846) — прибережні райони на півночі Австралії (північ Арнемленду у Північній Території і Кімберлі[en] в Західній Австралії);
- N. r. meesi Mason, IJ & Schodde, 1980 — північ і північний схід півострова Кейп-Йорк (на захід до річки Мітчелл[en], на схід до річки Індевор[en]);
- N. r. queenslandica Mathews, 1911 — східне узбережжя Квінсленда (від річки Індевор до Рокгемптона).

## Поширення й екологія
Руді сови-голконоги мешкають в Австралії, Індонезії і Папуа Новій Гвінеї. Вони живуть у вологих тропічних лісах і на узліссях, а також в рідколіссях і вологих саванах та у водно-болотних угіддях на висоті до 2000 м над рівнем моря.

## Поведінка
Руді сови-голконоги ведуть нічний спосіб життя. День вони проводять в дуплі або на сідалі в кроні дерева. Загалом вони ведуть прихований спосіб життя і не особливо галасливі, за винятком сезону розмноження. В цей період самці й самиці спілкуються між собою, видаючи крики різної висоти. У самиць голос більш високий, ніж у самців.
Сезон розмноження у рудих сов-голконогів триває з червня по вересень. В цей період самці видають гучні подвійні крики, приваблюючи самиць. Самиці, які прилітають на виклик, у відповідь видають збуджені трелі. Птахи гніздяться в дуплах дерев, на висоті до 30 м над рівнем моря. Самці вибирають дупло, а самиці відкладають в нього одне або два яйця. Інкубаційний період триває 37 днів, насиджують лише самиці. За пташенятами доглядають і самиці, і самці протягом тривалого часу, часто до наступного сезону розмноження. Через це птахи часто агресивно реагують на хижаків та інших порушників, нападаючи на них.
Руді сови-голконоги — вправні й сильні мисливці, здатні вполювати різноманітну здобич. До їх раціону входять комахи, птахи й дрібні ссавці. Вага ссавців варіюється від 5-15 г у дрібних гризунів до 1100-2000 г у більш великих деревних сумчастих, таких як арнемлендські кузу (Trichosurus arnhemensis). Відомо, що руді сови-голконоги полюють на криланів Pteropus scapulatus і Pteropus alecto, таф (Phascogale tapoatafa), арнемлендських кузу, північних тагуанів (Petaurus breviceps), чорнолапих деревних щурів (Mesembriomys gouldii), щіткохвостих кролячих пацюків (Conilurus penicillatus), північних коричневих бандикутів (Isoodon macrourus), блідих польових щурів (Rattus tunneyi) і сірих польових щурів (Rattus sordidus), а також на таких птахів, як австралійські великоноги (Megapodius reinwardt) і зелено-червоні папуги (Eclectus roratus).
Результати польового дослідження, проведеного в Австралії, показали, що вибір здобичі птахів різниться залежно від сезону. Так, під час сезону дощів, коли наземна рослинність є більш густою, руді сови-голконоги частіше полюють на інших птахів, ніж на наземних ссавців. При полюванні ці птахи використовують різні методи: вони чатують на здобич в засідці, хапають в польоті або переслідують, шукають її серед листя на деревах, на землі або на поверхні води.